# Ectenessidia varians
Ectenessidia varians là một loài bọ cánh cứng trong họ Cerambycidae.